# II. třída okresu České Budějovice
Okresní přebor českobudějovického okresu patří společně s ostatními mezi osmé nejvyšší fotbalové soutěže v Česku. Je řízen Okresním fotbalovým svazem České Budějovice. Hraje se každý rok od léta do jara se zimní přestávkou. Účastní se ji 14 týmů z okresu České Budějovice. Každý s každým hraje jednou na domácím hřišti a jednou na hřišti soupeře, celkem se tedy hraje 26 kol. Nejlepší tým na konci sezóny postupuje do I. B třídy Jihočeského kraje, poslední sestupuje do III. třídy.

## Vítězové
| Ročník    | Vítězný tým                |
| --------- | -------------------------- |
| 2003/2004 | TJ Sokol Římov             |
| 2004/2005 | SK Mladé                   |
| 2005/2006 | SK Slavia České Budějovice |
| 2006/2007 | SK Jankov „B“              |
| 2007/2008 | TJ Slavoj Ledenice         |
| 2008/2009 | Calofrig Borovany          |
| 2009/2010 | TJ Slavoj Srubec           |
| 2010/2011 | TJ Malše Roudné „B“        |
| 2011/2012 | SK Sedlec                  |
| 2012/2013 | SK Nemanice                |
| 2013/2014 | SK Planá                   |
| 2014/2015 | TJ Sokol Olešnice          |
| 2015/2016 | TJ Nová Ves                |
| 2016/2017 | FK Boršov nad Vltavou      |
| 2017/2018 | SK Mladé                   |
| 2018/2019 |                            |